# Mediacija
To je članek o splošnem pojmu mediacija. Za mediacijsko reševanje sporov med wikipedisti glej Wikipedija:Mediacija.
Mediacija je postopek reševanja sporov med dvema (ali več) strankami, ki ga vodi mediator. Mediator je nevtralna oseba, ki skrbi za to, da proces poteka konstruktivno in vodi k skupnemu iskanju rešitve. Mediacija se uporablja kot alternativa sodnim postopkom in je pogosto hitrejša in učinkovitejša, udeleženci pa so z izidom bolj zadovoljni. Poleg alternative sodnim postopkom, je mediacija zelo uporabna tudi za spore, ki sploh ne bi prišli na sodišče, bi pa ostali slabo ali ne rešeni.
Z mediacijo se v Sloveniji ukvarjajo različne organizacije in institucije. Poleg sodišč, na katerih mediacija v primeru sodnega spora poteka brezplačno, mediacija in izobraževanje za mediatorje ponujajo tudi pri Pravno informacijski center, Zavod RAKMO, Center za mediacijo Maribor, Center za transformativno mediacijo, Zavod Arsis, Inštitut za mediacijo Concordia, Inštitut Primus, Inštitut za mediacijo MEDIO-M, Društvo za nenasilno komunikacijo ... Poleg samostojnih organizacij pa v sloveniji obstaja tudi Združenje mediacijskih organizacij - MEDIOS, ki povezuje pravne osebe, ki se ukvarjajo z mediacijo in pa Društvo mediatorjev Slovenije, ki povezuje fizične osebe, ki se ukvarjajo z mediacijo oz. so opravili vsaj 40 urno osnovno usposabljanje s področja mediacije.
Glavni cilj mediacije kot alternativne oblike reševanja sporov je v obojestranskem zadovoljstvu obeh strani, ki z dogovorom rešujeta sporne zadeve. S pomočjo mediacije se lahko posledično izboljšajo tudi medosebni odnosi, ponovno se vzpostavi morebiti prekinjena komunikacija, izboljša se sodelovanje, odpravijo se razlogi za stres.

## Zgodovina mediacije
Mediacija je že stoletja prevladujoča metoda reševanja sporov na območju Azije. Na Kitajskem in Japonskem je namreč reševanje spora preko sodnega postopka zadnja možnost, saj to pomeni javno priznanje, da stranke spora niso bile sposobne rešiti same na miren način. Tradicionalni modeli mediacije, ki so se razvili na Japonskem, Šrilanki, Polineziji in Liberiji so bili osnova za oblikovanje sodobnega modela mediacije.
V šestdesetih letih prejšnjega stoletja so bili v Združenih državah Amerike ustanovljeni prvi mediacijski centri, ki so delovali na nivoju lokalnih skupnosti, neodvisno od sodnega sistema. Mediacija se je izakazala za učinkovito medoto in v mediacijskih centrih so organizirali usposabljanja prostovoljcev za mediacijo v sporih med sosedi, družinskimi člani, najemodajalci in najemniki, prodajalci in kupci, prijatelji … Uspeh prvih mediacijskih centrov je bil velik, saj sta se v večini primerov sprti strani uspeli dogovoriti in rešiti spor. Izkazalo se je, da so dogovori, sklenjeni v postopku mediacije, bolj učinkoviti kot pa odločitve, sprejete s strani sodišč. Mediacijskim centrom so sledili razni programi mediacije, organizirani s strani sodišč, in ustanavljanje neprofitnih organizacij, ki so ponujale reševanje sporov preko mediacije. V osemdesetih in devetdesetih letih se je mediacija razširila tudi po Evropi in leta 2007 je bila organizirana prva Evropska konferenca mediatorjev na Dunaju.

## Temeljna načela mediacije
Mediacija ima kljub svoji neformalni naravi določeno strukturo. To pomeni, da poteka po določenih fazah in ob upoštevanju temeljnih načel. Medianta s svojim podpisom o sodelovanju v mediacijskem postopku soglašata tudi s spoštovanjem temeljnih načel mediacije. Temeljna načela mediacije so naslednja:
- Prostovoljnost

Stranki lahko prostovoljno izbereta, ali se bosta udeležili takšnega načina reševanja sporov. To velja za vse faze postopka. Med mediacijo lahko kadarkoli prekineta sodelovanje.
- Enako obravavanje strank

Stranki morata imeti enako možnost sodelovanja v postopku mediacije. Mediator stranki spodbuja, da z aktivnim sodelovanjem iščeta rešitev svojega spora. Pri tem pa morata imeti obe stranki možnost in občutek, da enakopravno sodelujeta v postopku.
- Avtonomija strank

Stranki sta v postopku mediacije popolnoma avtonomni, mediator jima le pomaga ter ju pravilno usmerja do skupne rešitve.
- Zaupnost postopka

Vsi podatki, pridobljeni v postopku, so zaupni. Izjema so primeri, kjer so se stranke dogovorile drugače, razkritje podatkov zahteva zakon ali pa je njihovo razkritje potrebno za izpolnitev ali prisilno izvršitev sporazuma o rešitvi spora.
- Nepristranost mediatorja

Mediator je skozi celoten postopek mediacije nepristranski do vseh udeležencev. To pomeni, da ima v postopku nevtralno vlogo. Med postopkom ne sodi o vsebini postopka ali dogovora in tudi ne sprejema odločitev. Njegova naloga je, da prispeva h konstruktivnejši komunikaciji in usmerja postopek k iskanju skupne rešitve. Prav tako opozarja na kršitve temeljnih načel.

## Potek mediacije
Potek mediacije je lahko različno strukturiran. Društvo mediatorjev Slovenije opredeljuje potek mediacije v štirih fazah. 
V začetni fazi mediacije medianta in mediator podpišejo pogodbo oz. sporazum o mediaciji. Mediator strankam v uvodnem delu pojasni, kaj je mediacija, razloži osnovna načela mediacije in bistvo vloge mediatorja, pojasni pravila mediacijskega postopka in možnost ločenih srečanj. Prav tako je cilj začetne faze, da mediator dobi vpogled v predmet spora, na podlagi česar lahko oceni, kako globoko je potrebno obravnavati problem. Prav tako mora po prvem srečanju vedeti, če imata stranki še kakšne druge nerazrešene spore in jih želita reševati skupaj ter kakšne so njune želje in pričakovanja glede mediacije. 
V raziskovalni fazi se predstavijo stališča strank in njihove zgodbe. V večini primerov se tu pokažejo velike razlike v pogledih na predmet spora. Naloga mediatorja v tej točki je, da vzpostavi komunikacijo med mediantoma. Večinoma so na začetku pri sprtih straneh prisotna močna čustva in naloga mediatorja je, da najprej loči »ljudi od problema«, kar omogoči nadaljnjo komunikacijo. Prvi del faze raziskovanja je namenjen raziskovanju dejstev, drugi del pa raziskovanju interesov, želja, potreb, skrbi in strahov. Raziskovalna faza se tako zaključi s seznamoma interesov ene in druge strani. Na podlagi tega se lahko oblikuje popis skupnih interesov ali pa sicer različnih, vendar vseeno kompatibilnih interesov. Pred nadaljevanjem mediacije pa je potrebno odgovoriti še na tri vprašanja: 1. Ali so znana vsa dejstva?, 2. Ali so znani vsi interesi? in 3. Ali sta stranki pripravljeni na pogajanje?  
Naslednja je faza pogajanj. V prvem delu je potrebno poiskati vse možne rešitve spora. Predloge obravnavamo kot skupne možnosti, ne glede na to, katera izmed strank jih je predlagala. Tako se oblikuje seznam možnih rešitev. Na podlagi tega seznama se nato preko pogajanj naredi izbira možnih rešitev, kjer se upoštevajo želje obeh strank. 
V zaključni fazi se pripravi osnutek dogovora oz. sporazuma, ki ga stranki podpišeta, če je do njega v okviru mediacijskega postopka seveda prišlo.
V Angliji pa je najbolj znan 6-stopenjski model mediacije. Ta model vključuje predhodno ločeno srečanje mediatorja z vsako od strank. Na naslednjem srečanju, ki poteka z obema strankama, pa se priporoča upoštevanje naslednjih stopenj:
1. predstavitev namena mediacije in določitev osnovnih pravil;
2. stranki opišeta problem vsaka iz svoje perspektive in mediator povzema bistvene okoliščine;
3. opredelitev bistva spora in diskusija o tem;
4. mediator spodbuja medsebojno razumevanje strank, obvladovanje in ubesedenje čustev ter med njima vzpostavi direktno komunikacijo;
5. nabor koristnih idej in predlogov za sporazum;
6. podpis sporazuma oblikovanega dogovora[4].

## Prednosti mediacije
- Hitra rešitev: spori, ki se rešujejo z mediacijo, se običajno razrešijo zelo hitro, neredko že na prvem ali drugem srečanju. Če je problem kompleksnejši, pa je za rešitev potrebnih več mediacijskih srečanj.
- Učinkovitost in uspešnost: v večini sporov, ki se rešujejo z mediacijo pride do rešitve oziroma do končnega dogovora v zvezi s spornim vprašanjem. Tudi pri tistih sporih, pri katerih ne pride do dogovora oziroma pride le do delne rešitve problema, je večina udeležencev zadovoljna s procesom mediacije.
- Nizki stroški: mediacijska srečanja so v primerjavi z ostalimi oblikami razreševanja sporov (na primer sodišče, arbitraža ali nereševanje) cenovno ugodna in za nekatera področja celo brezplačna. Dodatna prednost je še v tem, da za rešitev spora za mediacijo običajno potrebujemo malo srečanj oziroma časa, s čimer se lahko prihranijo stroški, ki bi izvirali iz zaostrovanja ali dolgotrajnega reševanja zadevne problematike.
- Obojestransko zadovoljstvo ali sprejemljivost rešitve: v nasprotju s postopkom na sodišču, kjer običajno zmaga le ena od strank, je cilj mediacije sporazum, ki ustreza obema strankama v procesu.
- Ni negativnih tveganj: z mediacijo, ki jo vodi usposobljen mediator, ne tvegamo ničesar, razen vloženega časa in morebitnih stroškov, saj v najslabšem primeru stanje ostane tako, kot je bilo. Nasprotno pa po drugi strani lahko veliko pridobimo, če hitro in učinkovito pridemo do rešitve, ali če v postopku mediacije izboljšamo odnos ali sodelovanje z drugo stranjo.

Mediacija poleg navedenih prednosti prinaša tudi pozitivne stranske učinke, med drugim prispeva tudi k:
- razvijanju učinkovitejših oblik preprečevanja in razreševanja težav in nesoglasij,
- izboljševanju odnosa in sodelovanja med (prej) sprtima stranema,
- zmanjševanju možnosti zaostrovanja sporov v prihodnje.

V procesu mediacije lahko pridobimo dragoceno izkušnjo konstruktivne komunikacije oziroma spoštljivega in učinkovitega reševanja spornih vprašanj, kljub različnih stališčem sprtih oseb. Te izkušnje nam v prihodnje lahko pomagajo že pri preprečevanju sporov, pa tudi pri hitrejšem in učinkovitejšem reševanju že nastalih spornih vprašanj. Spoštljivost in učinkovito reševanje sporov lahko prispeva tudi k izboljšanju odnosa ali sodelovanja.

## Uporaba mediacije pri reševanju sporov na delovnem mestu
Veliko organizacij po svetu uporablja mediacijo kot način reševanja sporov glede pogodb, plačila, delovnih pogojev, nesporazumov zaradi pritožb strank, zavarovalnih in odškodninskih zahtevkov ter načrtovanja in razvijanja. Mediacija je uporabna tako pri reševanju sporov med sodelavci na isti hierarhični ravni kot tudi pri reševanju sporov med zaposlenimi in njihovimi nadrejenimi. Izjemoma jo lahko uporabimo tudi za reševanje sporov med delovnimi skupinami in med sindikati. Lahko jo uporabimo v katerikoli fazi spora, vendar je bolj uspešna, če jo uporabimo čim prej po nastanku spora. Mediacija lahko poleg tega predstavlja tudi eno izmed oblik preprečevanja spora. Primerna je za reševanje sporov, ki so nastali zaradi različnih razlogov (npr. v primeru porušenih medosebnih odnosov, pri napačnih interpretacijah verbalnih in vedenjskih sporočil, osebnih spopadih, komunikacijskih problemih, nadlegovanju ter šikiniranju). Določena vedenja, ki se pojavljajo pri delu, so lahko zaznana kot diskriminatorna, nadlegovalna ali nespoštljiva, čeprav v resnici njihov namen ni bil takšen. V takšnem primeru lahko mediacija pomaga, da vpletene osebe spoznajo, na kakšnen način njihovo vedenje dojemajo sodelavci. V primeru, da se takšno vedenje po zaključku mediacije ne preneha, je potrebno uporabiti kakšno drugo obliko reševanja sporov.
Za uporabo mediacije na delovnem mestu so najbolj primerni spori kadar:
- sta stranki v trajnem odnosu;
- je hitra rešitev spora v korist obema strankama;
- se stranki zavedata, da bi bil sodni postopek drag;
- je strankama v interesu zaupen postopek;
- strankama ustreza netipična rešitev spora[7].

Mediacije pri reševanju sporov na delovnem mestu ni primerno uporabiti kot nadomestila za ustrezno komuniciranje v organizaciji. Prav tako mediacije ni ustrezno uporabiti v primeru, da prizadeta oseba, ki se čuti diskriminirano in nadlegovano, želi poglobljeno raziskavo ali sodno obravnavo primera. Mediacije prav tako ne smemo uporabiti z željo, da bi po hitrem postopku rešili problem spolne diskriminacije na delovnem mestu. Mediacija pa bi bila povsem nezakonita v primeru, da bi delodajalec z njo želel skleniti sporazum z delavcem o odrekanju pravicam, ki jih določajo zakonski predpisi in kolektivne pogodbe.

### Dejavniki, ki vplivajo na uspešnost mediacije
Mareschal na podlagi rezultatov študije predpostavlja, da na uspešnost mediacije najpomembneje vplivajo naslednji trije dejavniki:
- Mediatorjeve veščine oz. spretnosti, ki zajemajo tako temeljno znanje o delu, ki se opravlja v organizaciji, in odnosih med delavci v organizaciji kot tudi procesne spretnosti, kot je npr. spretnost reševanja problemov. Prav tako pod ta dejavnik spada tudi mediatorjevo razumevanje problema.

- Sovražen odnos med sprtima stranema omeji mediatorja pri uporabi mediacijskih tehnik in ima tako negativen izid na uspešnost mediacije.

- Sodelovanje ima prav tako vpliv na uspešnost mediacije, in sicer je verjetnost konstruktivne rešitve spora večja kadar sta stranki pripravljeni na sodelovanje in sta pri reševanju spora tudi dejavno udeleženi. Pod ta dejavnik se uvrščata tudi spoštovanje, ki ga stranki izkazujeta druga drugi v procesu mediacije, in njuna pripravljenost deliti pomembne informacije z nasprotno stranjo.

Za uspešen izid mediacije je prav tako potrebna sprotna evalvacija njenih učinkov, tako z vidika organizacije kot tudi njenih udeležencev. Na uspešnost mediacije vplivajo tudi nekatere osebnostne lastnosti mediatorja, kot sta empatija in čustvena inteligentnost. Negativno pa lahko na mediacijo vplivajo tudi intenzivna čustva in ekstremne stopnje stresa.
Če je antipatija med strankama velika, mediacija verjetno ne bo uspešna. Ekstremne stopnje stresa pa lahko povzročijo, da stranki ne moreta razmišljati jasno in povedati tega, kar bi želeli.

### Izbira mediatorja
Pomembno je, da so mediatorji deležni kakovostnega izobraževanja, ki mora biti prilagojeno mediaciji v delovnem okolju. Pogoj za opravljanje usposabljanja za mediatorje v gospodarskih in delovnih sporih pa je opravljeno osnovno usposabljanje za mediatorje.
Organizacija lahko za vodenje postopka mediacije izbere zunanjega ali notranjega mediatorja (če je ta v organizaciji na voljo). Notranji mediator ima prednost pred zunanjim zaradi vpetosti v organizacijsko okolje, razumevanja konteksta spora in poznavanja tako organizacije kot tudi udeležencev spora. Te prednosti pa lahko hitro postanejo tudi slabosti, saj lahko premočna vpletenost onemogoči nepristranskost. Prednost zunanjega mediatorja je v objektivnosti in nepristranskosti. Njegova slabost pa je, da ne pozna organizacije, njene kulture in okoliščin spora.